# 霍伊島
霍伊島是蘇格蘭的島嶼，屬於奧克尼群島的一部分，長20公里、寬9公里，面積143.18平方公里，最高點海拔高度479米，主要經濟活動有農業、漁業和旅遊業，人口392。

## 外部連結
- Island of Hoy website launched December 2008 （页面存档备份，存于）
- Old Man of Hoy picture gallery （页面存档备份，存于）

58°51′N 3°18′W / 58.850°N 3.300°W